# Crescentia
Crescentia és un gènere de plantes amb flor de la família Bignoniaceae.

## Característiques
Són arbres menuts de fins a 10 m d'alçada que produeixen fruits esfèrics força grans, d'uns 25 cm de diàmetre. Es troben a la zona del Carib i l'Amèrica Central.

## Taxonomia
- Crescentia alata
- Crescentia cujete
- Crescentia portoricensis